# Pan-African Orchestra
Le Pan-African Orchestra (PAO) est un orchestre utilisant les traditions et instruments indigènes africains.
Il est fondé comme ensemble de 48 musiciens en 1988 à Accra, au Ghana, par Nana Danso Abiam,. Abiam meurt dans un accident de voiture à Accra le 24 décembre 2014, dans les premières heures suivant son 61e anniversaire,. Sa mission avec le PAO a été d'explorer les fondements classiques de la musique africaine traditionnelle et de cultiver une forme d'art continentale intégrée à travers de nouvelles techniques de composition et d'orchestre. Les musiciens jouent des instruments traditionnels de toute l'Afrique, notamment l'atenteben, le gonje (en), la kora et le gyile (en).

## Histoire
L'idée du Pan-African Orchestra vient à Nana Danso Abiam alors qu'il est étudiant à l'Institut d'études africaines de l'Université du Ghana,. Le PAO est fondé en 1988.
Il se produit au Festival WOMAD en 1994 et enregistre son album Opus I, publié via Real World Records en 1995 qui domine les charts internationaux de la nouvelle musique du monde pendant six semaines.
Une aile jeunesse du PAO, le Pan African Youth Orchestra (PAYO), est créée en 1995 en collaboration avec le Théâtre national du Ghana.
En 2001, en collaboration avec la compagnie de danse Adzido, le PAO effectue une tournée au Royaume-Uni avec la pièce musicale Yaa Asantewaa - Warrior Queen, écrite par Margaret Busby et mise en scène par Geraldine Connor (en). En 2003, le PAO collabore avec le joueur de kora Tunde Jegede (en),.